# Forquilha (ort)
Forquilha är en ort i Brasilien.   Den ligger i kommunen Forquilha och delstaten Ceará, i den östra delen av landet, 1 600 km nordost om huvudstaden Brasília. Forquilha ligger 92 meter över havet och antalet invånare är 13 409.
Terrängen runt Forquilha är platt. Runt Forquilha är det ganska glesbefolkat, med 36 invånare per kvadratkilometer.. Närmaste större samhälle är Sobral, 15,9 km nordväst om Forquilha.
Omgivningarna runt Forquilha är huvudsakligen savann.